# Shuji Ujino
Shuji Ujino (né le 15 janvier 1960) est un athlète japonais, spécialiste du saut en hauteur.

## Biographie
Il remporte la médaille d'or du saut en hauteur lors des championnats d'Asie 1985, à Djakarta, avec la marque de 2,24 m.

### Palmarès
| Date | Compétition         | Lieu     | Résultat | Épreuve         | Performance |
| ---- | ------------------- | -------- | -------- | --------------- | ----------- |
| 1981 | Championnats d'Asie | Tokyo    | 3e       | Saut en hauteur | 2,21 m      |
| 1985 | Championnats d'Asie | Djakarta | 1er      | Saut en hauteur | 2,24 m      |
| 1986 | Jeux asiatiques     | Séoul    | 3e       | Saut en hauteur | 2,21 m      |

### Records
| Épreuve         | Performance | Lieu     | Date            |
| --------------- | ----------- | -------- | --------------- |
| Saut en hauteur | 2,28 m      | Wakayama | 21 juillet 1984 |